# Geissorhiza monticola
Geissorhiza monticola är en irisväxtart som beskrevs av Peter Goldblatt och John Charles Manning. Geissorhiza monticola ingår i släktet Geissorhiza och familjen irisväxter. Inga underarter finns listade i Catalogue of Life.